# Río Blanco, Oaxaca
Río Blanco är en ort i Mexiko.   Den ligger i kommunen San Juan Bautista Coixtlahuaca och delstaten Oaxaca, i den sydöstra delen av landet, 270 km sydost om huvudstaden Mexico City. Río Blanco ligger 2 211 meter över havet och antalet invånare är 241.
Terrängen runt Río Blanco är kuperad. Runt Río Blanco är det glesbefolkat, med 16 invånare per kvadratkilometer. Närmaste större samhälle är El Fortín Alto, 16,5 km sydost om Río Blanco. Trakten runt Río Blanco består i huvudsak av gräsmarker.